# پنرا برد
پنرا برد (انگلیسی: Panera Bread) شرکت رستوران‌های زنجیره‌ای آمریکایی است، که در سال ۱۹۸۷ تأسیس شد.